# Axminster
Axminster este un oraș în comitatul Devon, regiunea South West England, Anglia. Orașul se află în districtul East Devon.